# Associazione Calcio Bolzano 1959-1960
Questa voce raccoglie le informazioni riguardanti l'Associazione Calcio Bolzano nelle competizioni ufficiali della stagione 1959-1960.

## Rosa
| N. |                   | Ruolo | Calciatore          |
| -- | ----------------- | ----- | ------------------- |
|    | Italia (bandiera) | C     | Arnaldo Benin       |
|    | Italia (bandiera) | C     | Ferruccio Bertolini |
|    | Italia (bandiera) | A     | Francesco Bettoni   |
|    | Italia (bandiera) | D     | Lorenzo Bonometti   |
|    | Italia (bandiera) |       | Carraro             |
|    | Italia (bandiera) | C     | Luciano Falsiroli   |
|    | Italia (bandiera) | D     | Franco Gianesello   |
|    | Italia (bandiera) | A     | Ugo Lorenzi         |
|    | Italia (bandiera) | A     | Guido Milani        |

| N. |                   | Ruolo | Calciatore         |
| -- | ----------------- | ----- | ------------------ |
|    | Italia (bandiera) | C     | Giuseppe Perini    |
|    | Italia (bandiera) | P     | Piero Provezza     |
|    | Italia (bandiera) | C     | Romano Prudenziati |
|    | Italia (bandiera) | C     | Zaccaria Ridolfi   |
|    | Italia (bandiera) | P     | Giancarlo Sartin   |
|    | Italia (bandiera) |       | Solivo             |
|    | Italia (bandiera) | C     | Giulio Stegagno    |
|    | Italia (bandiera) | C     | Arnaldo Tasini     |